# Erlandus Faxell
Erlandus Svenonis Faxell, född 10 juni 1696 i Köla socken, död 2 juli 1754, var en svensk kyrkoherde.
Faxell var son till Sveno Erlandus Faxell, kyrkoherde i Köla socken, och Maria Caméen, dotter till Benedictus Svenonis Camoenius. Han blev student vid Uppsala universitet 1717, magister därstädes 1722. Prästvigd 29 mars 1728, därefter vice pastor i Karlstad 1729. Kyrkoherde blev han 1741 i Karlskoga församling, ett ämbete han innehade i elva år. 1745 blev han vice prost över Visnums kontrakt och 1751 ordinarie. 
Han gifte sig med prostdottern Elisabeth Norén 1734, med vilken han fick nio barn.